# Sporormiella borealis
Sporormiella borealis är en svampart som först beskrevs av I. Egeland, och fick sitt nu gällande namn av J.C. Krug 1971. Sporormiella borealis ingår i släktet Sporormiella och familjen Sporormiaceae.   Inga underarter finns listade i Catalogue of Life.
I den svenska databasen Dyntaxa används istället namnet Preussia borealis för samma taxon.  Arten är reproducerande i Sverige.